# مومن ناجی
مؤمن ناجی (انگلیسی: Momen Naji؛ زادهٔ ۹ اکتبر ۱۹۹۶) بازیکن فوتبال اهل سوریه است.
از باشگاه‌هایی که در آن بازی کرده‌است می‌توان به باشگاه ورزشی الشرطه (سوریه) اشاره کرد.
وی همچنین در تیم ملی فوتبال سوریه بازی کرده‌است.